# Kanton Montauban-4
Kanton Montauban-4 (francouzsky Canton de Montauban-4) je francouzský kanton v departementu Tarn-et-Garonne v regionu Midi-Pyrénées. Tvoří ho pouze část města Montauban.